# دار السلام (سوهاج)
مركز ومدينة دار السلام بمحافظة سوهاج بمصر. يقع المركز جغرافيا في الجنوب الشرقي من المحافظة ويعد من أكبر المراكز طولا ومساحة؛ ويحده من الغرب نهر النيل، ومن الشرق سلسلة جبال البحر الأحمر. ينقسم المركز إداريا إلى نواحي، وهي مقسمة بدورها إلى قرى تابعة لها، وقراه هي: اولاد خليفه، نجوع مازن، مزاتي شرق أولاد سالم بحري، أولاد سالم قبلي، أولاد خلف، الخيام، النغاميش، نقنق، الكشح، أولاد طوق غرب، أولاد طوق، عزبة السوالم (عزبة برهام)، البلابيش، عرب العطيات، عرب الصبحه، الجلايلة، عزبة الشيخ بطيخ، عزبة رضوان